# Stefan Marković
Stefan Marković (in serbo Стефан Марковић?; Belgrado, 25 aprile 1988) è un ex cestista serbo, che giocava come playmaker.

## Carriera

### Club
Stefan Marković inizia la carriera da cestista professionista nella sua città, Belgrado, giocando nel Campionato serbo con l'Atlas Belgrado dal 2004 al 2006; nello stesso anno, passa all'Hemofarm Vršac (con cui disputa la Final Four di Eurocup del 2009) dove resta sino all'estate del 2010 quando si trasferisce in Italia alla Pallacanestro Treviso. Con la squadra trevigiana ha disputato la Final Four di Eurocup del 2011.
Nel 2019 passa alla Virtus Bologna insieme al connazionale Miloš Teodosić.
Nella stagione 2020-21 vince il campionato italiano risultando decisivo con le sue giocate difensive nella serie finale contro l' Olimpia Milano.
A Novembre 2021 torna in patria firmando un contratto fino al termine della stagione con la Stella Rossa.

### Nazionale
Nel 2007 è stato convocato per disputare gli Europei in Spagna con la maglia della nazionale della Serbia; nell'estate del 2009 con la Nazionale serba ha vinto la medaglia d'argento ai Campionati europei in Polonia. Con la nazionale serba ha partecipato ai campionati del mondo del 2010 in Turchia.

## Statistiche

### Eurolega
| Anno      | Squadra      | PG  | PT | MP   | TC%  | 3P%  | TL%  | RP  | AP  | PRP | SP  | PP  |
| --------- | ------------ | --- | -- | ---- | ---- | ---- | ---- | --- | --- | --- | --- | --- |
| 2014-2015 | Málaga       | 21  | 16 | 18,9 | 34,2 | 27,9 | 66,7 | 2,4 | 3,4 | 0,7 | 0,0 | 4,0 |
| 2015-2016 | Málaga       | 10  | 6  | 22,4 | 31,4 | 20,8 | 81,8 | 2,1 | 4,9 | 0,5 | 0,0 | 3,6 |
| 2017-2018 | Chimki       | 33  | 11 | 23,7 | 31,7 | 26,6 | 84,1 | 2,3 | 3,8 | 1,3 | 0,1 | 5,0 |
| 2018-2019 | Chimki       | 27  | 0  | 23,8 | 38,8 | 34,9 | 75,0 | 2,1 | 4,4 | 0,8 | 0,0 | 6,1 |
| 2021-2022 | Stella Rossa | 21  | 2  | 12,8 | 34,0 | 27,0 | 71,4 | 1,5 | 1,9 | 0,5 | 0,0 | 2,6 |
| 2022-2023 | Stella Rossa | 29  | 8  | 16,4 | 35,5 | 32,6 | 75,0 | 1,8 | 2,0 | 0,5 | 0,1 | 2,2 |
| Carriera  | Carriera     | 141 | 43 | 19,8 | 34,5 | 29,4 | 76,6 | 2,0 | 3,3 | 0,8 | 0,0 | 4,0 |

### Eurocup
| Anno      | Squadra              | PG  | PT  | MP   | TC%  | 3P%  | TL%  | RP  | AP   | PRP | SP  | PP   |
| --------- | -------------------- | --- | --- | ---- | ---- | ---- | ---- | --- | ---- | --- | --- | ---- |
| 2006-2007 | Vršac                | 8   | 8   | 26,3 | 60,7 | 41,7 | 42,9 | 1,8 | 2,5  | 1,0 | 0,0 | 5,6  |
| 2007-2008 | Vršac                | 12  | 12  | 29,0 | 53,2 | 34,4 | 65,2 | 2,5 | 2,7  | 1,6 | 0,0 | 7,7  |
| 2008-2009 | Vršac                | 14  | 14  | 30,6 | 45,5 | 30,2 | 76,7 | 2,6 | 3,6  | 1,9 | 0,7 | 10,1 |
| 2009-2010 | Vršac                | 6   | 6   | 33,5 | 38,1 | 18,2 | 66,7 | 4,3 | 5,8  | 2,2 | 0,3 | 8,3  |
| 2010-2011 | Pall. Treviso        | 16  | 16  | 30,2 | 39,3 | 24,6 | 64,9 | 4,1 | 4,9  | 1,7 | 0,2 | 6,8  |
| 2011-2012 | Valencia             | 10  | 7   | 20,5 | 41,5 | 38,9 | 62,5 | 2,1 | 4,2  | 1,2 | 0,2 | 5,1  |
| 2012-2013 | Valencia             | 13  | 5   | 24,7 | 45,2 | 27,3 | 70,6 | 3,4 | 4,7  | 1,3 | 0,4 | 5,9  |
| 2013-2014 | Bandırma B.İ.K.      | 13  | 1   | 15,3 | 32,3 | 6,2  | 40,0 | 1,2 | 3,4  | 1,0 | 0,1 | 1,9  |
| 2016-2017 | Zenit S. Pietroburgo | 14  | 12  | 30,7 | 44,8 | 40,6 | 76,6 | 3,3 | 9,1* | 1,4 | 0,4 | 11,9 |
| 2019-2020 | Virtus Bologna       | 16  | 16  | 28,5 | 41,5 | 35,6 | 74,2 | 3,1 | 5,8  | 2,0 | 0,1 | 8,6  |
| 2020-2021 | Virtus Bologna       | 20  | 17  | 22,8 | 34,9 | 32,6 | 82,4 | 3,4 | 5,7  | 1,4 | 0,2 | 3,6  |
| Carriera  | Carriera             | 142 | 114 | 26,3 | 43,2 | 31,4 | 69,2 | 2,9 | 4,9  | 1,5 | 0,2 | 6,8  |

## Palmarès

### Club
- Campionato italiano: 1

Virtus Bologna: 2020-21
- Campionato serbo: 2

Stella Rossa: 2021-22, 2022-23
- Coppa di Serbia: 2

Stella Rossa: 2022, 2023
- Lega Adriatica: 1

Stella Rossa: 2021-22

### Nazionale
- Mondiali Under-19: 1

Serbia 2007
- Medaglia d'Argento Campionati Europei: 1

Serbia 2009
- Argento olimpico: 1

Rio de Janeiro 2016